# Xkcd
xkcd — это веб-комикс о романтике, сарказме, математике и языке, публикующийся с 29 мая 2005 года и выходящий трижды в неделю. Автор — Рэндел Манро. Комикс распространяется по лицензии Creative Commons Attribution-Noncommercial 2.5.

## Тематика
Комикс Манро нарисован в своеобразном стиле. Сам рисунок весьма схематичен и является зачастую больше иллюстрацией экспозиции, чем самоцелью. Большую смысловую нагрузку несут тексты персонажей и/или автора (однако это не всегда так).
Тематика комикса варьируется. Описываются будничные эпизоды из жизни программистов, абстрактные понятия математики и информатики, теоретическая физика, романтические зарисовки, циничные замечания. Особенно интересен xkcd сочетанием всего вышеперечисленного, объединяя очень разные вещи в единый сплав из науки, повседневности и романтики.

## Цитаты
- «Все назад! Я знаю регулярные выражения».[3]
- «„Что ты делаешь?“ — „Я вращаюсь против часовой стрелки. С каждым оборотом я немного замедляю вращение Земли, тем самым продлевая время до рассвета. Время, которое я могу провести с тобой“».[4]
- «cos(♥)=? — Мои обычные методы здесь бесполезны».[5]
- «А вы сначала прочитали руководство пользователя тостера?»[6]
- «В интернете кто-то неправ».[7]
- «„Вы действительно назвали своего сына Роберт'); DROP TABLE Students;-- ?“ — „А, да. Дома мы его зовём Робин-брось-таблицу“».[8]
- «Овсяные хлопья БЕЗ АСБЕСТА!».[9]